# دهوک گوهرشاه
دهوک گوهرشاه (به انگلیسی: Dhok Gohar Shah) یک روستا در پاکستان است که در پنجاب واقع شده‌است.